# کنزینگتن، نیو ساوت ولز
کنزینگتن (به انگلیسی: Kensington) یک حومه شهر در استرالیا است که در City of Randwick واقع شده‌است.